# Den forbudte have
Den forbudte have (originaltitel: italiensk: Il giardino dei Finzi Contini) er en italiensk-tysk historisk krigsdramafilm fra 1970 instrueret af Vittorio De Sica. Filmens manuskript er skrevet af Ugo Pirro og Vittorio Bonicelli og er baseret på den italienske jødiske forfatter Giorgio Bassanis semi-selvbiografiske roman Il giardino dei Finzi Contini (dansk titel Micòl) fra 1962, om livet for en jødisk overklassefamilie i byen Ferrara under den fascistiske æra. Filmens hovedroller spilles af Lino Capolicchio, Dominique Sanda, Helmut Berger, Romolo Valli og af Fabio Testi, der fik sit gennembrud med filmen.
Den forbudte have deltog ved Filmfestivalen i Berlin, hvor den modtog førsteprisen, Guldbjørnen. Ved Oscaruddelingen i 1972 modtog filmen en Oscar for bedste fremmedsprogede film og opnåede en nominering for bedste filmatisering.
Filmen havde verdenspremiere den 2. december 1970 i Jerusalem, og dansk premiere den 12. oktober 1973 i biografen Hjerter Dame på Nørrebrogade i København.

## Handling
Den rige jødiske familie Finzi Contini bor i et palæ beliggende i en park byen Ferrara i 1938. Da jøder bliver forbudt at vise sig i byens tennisklub, tillader familien vennerne til deres to børn, Micòl og den syge Alberto, at bruge familiens private tennisbane. Blandt dem er Giorgio, søn af en jødisk forretningsmand, og Giampiero, en kommunist og en ikke-jøde. Giorgio har været forelsket i Micòl siden den tidlige ungdomsår, men hun er ambivalent.
Da krigen nærmer sig, flytter Giorgios bror til Schweiz for at fortsætte sine studier, mens Giorgio, der er tæt på at afslutte sin eksamen, beslutter sig for at blive i Ferrara. Da myndighederne forbyder jøder at benytte universitetsbiblioteket, giver Finzi-Contini Giorgio lov til at bruge familiens private bibliotek. Micòl tager på ophold i Venedig, og da hun vender tilbage til Ferrara, afviser hun definitivt Giorgio.
Da Italien i 1940 indtræder i krigen, bliver Giampiero indkaldt, mens Giorgio som jøde er fritaget. På sin sidste nat i Ferrara møder Giampiero Giorgio, og da de skilles ved midnat, får Giorgio lyst til at se Micòl en gang til. Han klatrer op på muren omkring Finzi Contini-familiens park og ser et lys i havehytten, og da han kigger ind, ser han Micòl ligge nøgen ved siden af Giampiero.
I 1943 opstår rygter om yderligere foranstaltninger mod jøderne og Giorgio går under jorden. Politiet arresterer hele Finzi Contini-familien, der sammen med byens andre jøder interneres på en skole. Micòl bliver sammen med sin skrøbelige bedstemor ført ind i det samme klasseværelse, som Micòl gik i, da hun var barn. I klasseværelset ser hun Giorgios far, der fortæller hende, at Giorgio er flygtet. De to omfavner hinanden; deres fremtid er lige så uklar som tågen, der hænger over byen. Giampiero er død i Sovjetunionen.

## Medvirkende
- Lino Capolicchio som Giorgio
  - Alessandro D'Alatri som en ung Giorgio
- Dominique Sanda som Micòl Finzi-Contini
  - Cinzia Bruno som ung Micòl
- Helmut Berger som Alberto Finzi-Contini
- Fabio Testi som Giampiero Malnate
- Romolo Valli som Beniamino, Giorgios far
- Camillo Cesarei som Ermanno Finzi-Contini
- Katina Morisani som Olga Finzi-Contini
- Inna Alexeievna som Regina Finzi-Contini

## Modtagelse

### Kritisk respons
Filmen modtog positive anmeldelser fra internationale kritikere. På websitet Rotten Tomatoes har filmen en "approval rating" på 94 % baseret på 16 anmeldelser med en gennemsnitlig score på 7,9/10.

### Priser og nomineringer
Ved Filmfestivalen i Berlin i 1971 vandt Den forbudte have Guldbjørnen, og ved Oscaruddelingen i 1972 vandt filmen Oscar-prisen for bedste fremmedsprogede film og blev nomineret til bedste manuskript baseret på materiale fra et andet medium, en pris, der dog gik til William Friedkins The French Connection.